# Intégrale de Lebesgue

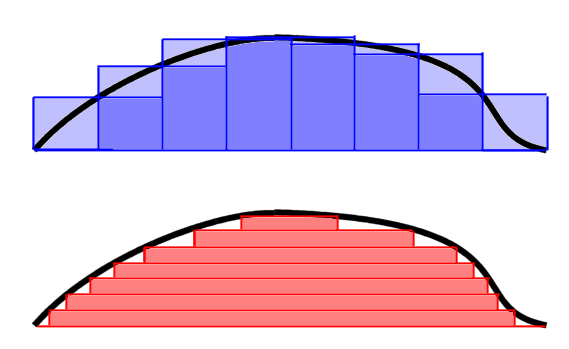
Comparaison entre l'intégration de Riemann (bleu) et l'intégration de Lebesgue (rouge).

En mathématiques, l’intégrale de Lebesgue désigne à la fois une théorie relative à l'intégration et à la mesure, et le résultat de l'intégration d'une fonction à valeurs réelles définie sur {\displaystyle \mathbb {R} } (ou sur {\displaystyle \mathbb {R} ^{n}}) muni de la mesure de Lebesgue.
Généralisant l'intégrale de Riemann, l'intégrale de Lebesgue joue un rôle important en analyse, en théorie des probabilités et dans beaucoup d'autres domaines des mathématiques.
Dans les cas simples, l'intégrale d'une fonction positive f peut être vue comme l'aire comprise entre l'axe des x (l'axe horizontal) et la courbe de la fonction f. En étendant cette notion, la construction de l'intégrale de Lebesgue s’applique à un ensemble plus riche de fonctions définies sur des espaces plus généraux que {\displaystyle \mathbb {R} } ou {\displaystyle \mathbb {R} ^{n}}.

## Intérêt pratique de l'intégrale de Lebesgue
Après la construction de l'intégrale de Cauchy-Riemann, l’intérêt s’est porté sur des extensions du théorème fondamental du calcul intégral :

Soit f une fonction à valeurs réelles, définie sur l'axe réel et supposée continue par morceaux. Alors, pour tout intervalle fermé [a, b], f est Riemann-intégrable et elle admet une primitive continue sur [a, b]. Si F désigne une primitive de f sur [a, b], alors pour tout x dans [a, b] :
{\displaystyle \int _{a}^{x}f(u)\mathrm {d} u=F(x)-F(a)}.
Les études réalisées sur l'intégrale de Riemann aboutissent au théorème suivant qui est le « meilleur qu'on sache démontrer » :

Si F est différentiable sur [a, b] et si sa dérivée F' est Riemann-intégrable sur [a, b], alors pour tout x dans [a, b]
{\displaystyle \int _{a}^{x}F'(u)\mathrm {d} u=F(x)-F(a)}.
Cependant, il existe des fonctions F dérivables sur [a, b] sans que leur dérivée soit Riemann-intégrable.
L'objectif premier de l'intégrale de Lebesgue est de lever cette restriction afin de satisfaire à l'énoncé :

Si F est différentiable sur [a, b] et si sa dérivée F' est bornée sur [a, b], alors, pour tout x dans [a, b], elle est Lebesgue-intégrable sur [a, x] et
{\displaystyle \int _{a}^{x}F'(u)\mathrm {d} u=F(x)-F(a)}.
Par la suite, d’autres constructions d'une intégrale ont été élaborées (intégrale de Kurzweil-Henstock, Denjoy, Perron, Khintchine, etc.) et elles satisfont à l'énoncé plus général

Si F est différentiable sur [a, b], alors, pour tout x dans [a, b], F' est intégrable sur [a, x] et
{\displaystyle \int _{a}^{x}F'(u)\mathrm {d} u=F(x)-F(a)}.

## Historique
Avant les travaux d’Henri Lebesgue, la théorie de l'intégration s'appuyait sur l'intégrale de Riemann, mais celle-ci était plutôt insatisfaisante pour diverses raisons : problème de définition « efficace » des intégrales dites impropres (par exemple l’intégrale de Dirichlet), difficulté à établir des théorèmes de convergence…
En concevant son intégrale, Lebesgue l'a lui-même comparée à l'intégrale de Riemann : « Imaginez que je doive payer une certaine somme ; je peux sortir les pièces de mon porte-monnaie comme elles viennent pour arriver à la somme indiquée, ou sortir toutes les pièces et les choisir selon leur valeur. La première méthode est l'intégrale de Riemann, la deuxième correspond à mon intégrale. » Pour comprendre cette phrase, il faut préciser que l'intégration de Riemann « parcourt » le segment et exploite au fur et à mesure la « hauteur » y de la fonction, alors que l'intégration de Lebesgue exploite la « taille » des ensembles de niveau f = y pour toutes les valeurs de y.
Cette théorie s'est avérée particulièrement féconde. Elle a permis (via la théorie des tribus) de formaliser les probabilités, de définir de nombreux espaces fonctionnels extrêmement importants et elle a marqué le début de la théorie de la mesure.

## Construction formelle
L'idée générale consiste à définir l'intégrale de fonctions simples (en l'occurrence les fonctions étagées positives), d’étendre successivement cette notion à toute fonction mesurable à valeurs positives, puis finalement à une catégorie plus riche : les fonctions mesurables.
Soit {\displaystyle (X,{\mathcal {A}},\mu )} un espace mesuré. En analyse réelle, X est l'espace euclidien {\displaystyle \mathbb {R} ^{n}}, {\displaystyle {\mathcal {A}}} désigne la tribu des boréliens de {\displaystyle \mathbb {R} ^{n}}, et μ la mesure de Lebesgue. En probabilité et en statistique, μ est une probabilité sur un espace probabilisable {\displaystyle (X,{\mathcal {A}})}.
L'intégrale de Lebesgue des fonctions mesurables définies sur X et à valeurs réelles est construite de la manière suivante :
Soit A un élément de {\displaystyle {\mathcal {A}}} et soit 1A la fonction indicatrice de A : c'est la fonction définie sur X qui vaut 1 sur A et 0 en dehors.
La valeur attribuée à {\displaystyle \int \mathbf {1} _{A}\,\mathrm {d} \mu } est conforme à la mesure μ :
Par linéarité, l’intégrale est étendue à l'espace vectoriel engendré par les fonctions indicatrices (une combinaison linéaire finie de fonctions indicatrices s'appelle une fonction étagée) :
pour toute somme finie et tous coefficients ak réels.
Remarquons que l’intégrale ainsi définie pour une fonction qui est une combinaison linéaire de fonctions indicatrices est indépendante du choix de la combinaison : c'est une condition essentielle à la consistance de la définition (preuve).
Soit f une fonction mesurable à valeurs dans [0, +∞]. L’intégrale de Lebesgue de f est définie comme étant la borne supérieure de l'ensemble des {\displaystyle \int s\,\mathrm {d} \mu } pour toutes les fonctions étagées positives s inférieures à f (pour tout x, s(x) ≤ f(x)). Lorsque cet ensemble n'est pas borné, {\displaystyle \int f\,\mathrm {d} \mu } est donc infinie.
Remarque : cette construction est analogue à celle des sommes inférieures de Riemann, bien qu’elle n’envisage pas de somme supérieure ; ce fait important permet d’obtenir une classe plus générale de fonctions intégrables.
Pour être plus précis, il convient encore de mentionner la mesure et le domaine d'intégration :
L’intégrale est ainsi établie pour toute fonction définie sur X et à valeurs positives. Cependant, afin de satisfaire des propriétés de linéarité et de convergence pour des suites, les fonctions considérées sont limitées aux fonctions mesurables, soit celles pour lesquelles l'image réciproque de tout intervalle soit dans la tribu {\displaystyle {\mathcal {A}}}.
Une telle fonction f mesurable sur l'ensemble X et à valeurs dans ℝ se décompose en une différence de deux fonctions positives f + et f –. Si {\displaystyle \int _{X}|f|\,\mathrm {d} \mu <+\infty }, alors f est dite intégrable au sens de Lebesgue ou sommable. Dans ce cas, les deux intégrales {\displaystyle \int f^{+}\mathrm {d} \mu } et {\displaystyle \int f^{-}\,\mathrm {d} \mu } sont finies et donnent un sens à la définition :
Il est possible de vérifier que cette définition étend la notion d'intégrale de Riemann.
Les fonctions à valeurs complexes peuvent être intégrées de la même manière, en intégrant séparément la partie réelle et la partie imaginaire.

## Théorèmes
Toute notion raisonnable d'intégrale doit satisfaire les propriétés de linéarité et de monotonie. L'intégrale de Lebesgue ne fait pas exception : si f et g sont des fonctions intégrables et si a et b sont des nombres réels, alors af + bg est intégrable et {\displaystyle \int (af+bg)\,\mathrm {d} \mu =a\int f\,\mathrm {d} \mu +b\int g\,\mathrm {d} \mu } ; si f ≤ g, alors {\displaystyle \int f\,\mathrm {d} \mu \leq \int g\,\mathrm {d} \mu } (et de même en remplaçant les deux ≤ par des <, si le domaine d'intégration est de mesure non nulle), en particulier {\displaystyle \left|\int f\,\mathrm {d} \mu \right|\leq \int |f|\,\mathrm {d} \mu }. On démontre que cette inégalité est vraie aussi pour f à valeurs complexes.
Deux fonctions qui diffèrent seulement sur un ensemble de mesure μ nulle (on dit alors que f et g sont égales µ-presque-partout) ont la même intégrale, ou plus précisément : si {\displaystyle \mu (\{x\in X,f(x)\neq g(x)\})=0}, alors f est intégrable si et seulement si g est intégrable, et dans ce cas {\displaystyle \int f\,\mathrm {d} \mu =\int g\,\mathrm {d} \mu }.
Toute fonction intégrable à valeurs dans ℝ est finie presque partout, c'est-à-dire que l'ensemble des points où elle prend les valeurs ±∞ est de mesure nulle.
Comparativement à l'intégrale de Riemann, l'un des avantages essentiels de l'intégrale de Lebesgue est la facilité avec laquelle s'effectue un passage à la limite. Les trois théorèmes suivants sont parmi les plus utilisés : 
- Théorème de convergence monotone : si {\displaystyle (f_{k})} est une suite croissante de fonctions mesurables positives (c.-à-d. pour tout k, fk ≤ fk + 1) et si f = lim fk, alors f est mesurable et la suite de terme général {\displaystyle \int f_{k}\,\mathrm {d} \mu } converge vers {\displaystyle \int f\,\mathrm {d} \mu } (remarque : {\displaystyle \int f\,\mathrm {d} \mu } peut être infinie ici) ;
- Lemme de Fatou : si {\displaystyle (f_{k})} est une suite de fonctions mesurables positives et si f = lim inf fk, alors {\displaystyle \int f\,\mathrm {d} \mu \leq \liminf \int f_{k}\,\mathrm {d} \mu } (à nouveau, {\displaystyle \int f\,\mathrm {d} \mu } peut être infinie) ;
- Théorème de convergence dominée : si {\displaystyle (f_{k})} est une suite de fonctions mesurables convergeant ponctuellement presque partout vers une fonction f, et s'il existe une fonction intégrable g telle que pour tout k, {\displaystyle |f_{k}|\leq g}, alors f est intégrable et la suite de terme général {\displaystyle \int f_{k}\,\mathrm {d} \mu } converge vers {\displaystyle \int f\,\mathrm {d} \mu }.